# Conditie (wiskunde)
In de numerieke wiskunde verstaat men onder de conditie van een functie de gevoeligheid van de functiewaarde voor kleine afwijkingen in het argument. Anders gezegd: hoe de uitvoer van de functie fluctueert met de invoer. Een goede conditie betekent dat de uitvoer weinig gevoelig is voor variaties in de invoer. Een slechte conditie betekent dat kleine afwijkingen in de invoer kunnen leiden tot grote veranderingen in de uitvoer. De mate van de gevoeligheid wordt uitgedrukt in het zogenaamde conditiegetal.
Een simpel voorbeeld is het evalueren van een differentieerbare functie {\displaystyle f}. Er geldt:
{\displaystyle \mathrm {d} f(x)=f'(x)\mathrm {d} x},
wat geschreven kan worden als:
{\displaystyle {\frac {\mathrm {d} f(x)}{f(x)}}={\frac {xf'(x)}{f(x)}}\cdot {\frac {\mathrm {d} x}{x}}}
Daaruit blijkt dat een kleine relatieve afwijking {\displaystyle \mathrm {d} x/x} in de invoerwaarde vermenigvuldigd met een factor {\displaystyle xf'(x)/f(x)} verschijnt als een relatieve afwijking {\displaystyle \mathrm {d} f(x)/f(x)} in de uitvoer.